# Pavonia longitudinalis
Pavonia longitudinalis är en malvaväxtart som beskrevs av P.A. Fryxell. Pavonia longitudinalis ingår i släktet påfågelsmalvor, och familjen malvaväxter. Inga underarter finns listade i Catalogue of Life.